# Нижнехопёрский природный парк
Нижнехопёрский природный парк — природный парк, расположенный на северо-западе Волгоградской области.
Создан в 2003 году на основании закона областной думы «О создании природного парка Нижнехопёрский» и постановления Главы Администрации Волгоградской области "О создании государственного учреждения «Природный парк „Нижнехопёрский“».
Парк расположен на территории трёх административных районов Волгоградской области: Кумылженского, Алексеевского и Нехаевского.
Территория парка, имеющая площадь 230 000 га, расположена в нижнем течении реки Хопёр, в степной зоне на границе с лесостепью и занята разнотравно-типчаково-ковыльными степями на обыкновенных и южных чернозёмах.
На территории Нижнехопёрского природного парка расположены 19 особо охраняемых природных территорий федерального, регионального и местного значения.

## Описание
Включает природные комплексы и объекты, имеющие значительную экологическую, эстетическую и историко-культурную ценность. Среди них большие массивы целинной степи на черноземах, байрачные и нагорные дубравы, пойменные леса Хопра, пески с их специфичными растительными сообществами и берёзовыми колками, многочисленные родники с чистой питьевой водой, гранитные валуны — остатки Донского языка Днепровского оледенения. Среди большого разнообразия местной флоры и фауны отмечено множество редких видов, занесённых в Красную книгу Волгоградской области. На этой территории гармонично с окружающей природой сочетается неразрушенная традиционная система казачьего расселения и быта.

## География
Территория парка расположена в уникальном комплексе, в котором системообразующую роль играет Хопёр, являющийся формообразующим фактором рельефа местности. Площадь парка составляет 230 тыс. га. Парк можно разделить на две части правобережную, расположенную на юго-восточной оконечности Калачской возвышенности и левобережную, расположенную на Хопёрско-Бузулукской равнине. Расположен в степной зоне на границе с лесостепью и занят разнотравно-типчаково-ковыльными степями на обыкновенных и южных черноземах.
Осью парка является Хопёр — самая чистая река Европы, с её притоками Бузулуком, Кумылгой, Акишевкой и Тишанкой.

## Флора и фауна
Среди видового разнообразия фауны парка выделяют находящихся под угрозой исчезновения видов. В пределах парка встречается множество растений (пион тонколистный, фиалка удивительная, водяной орех чилим, триния Китайбеля, василёк восточный и др.), занесённых в Красную книгу России и Волгоградской области.

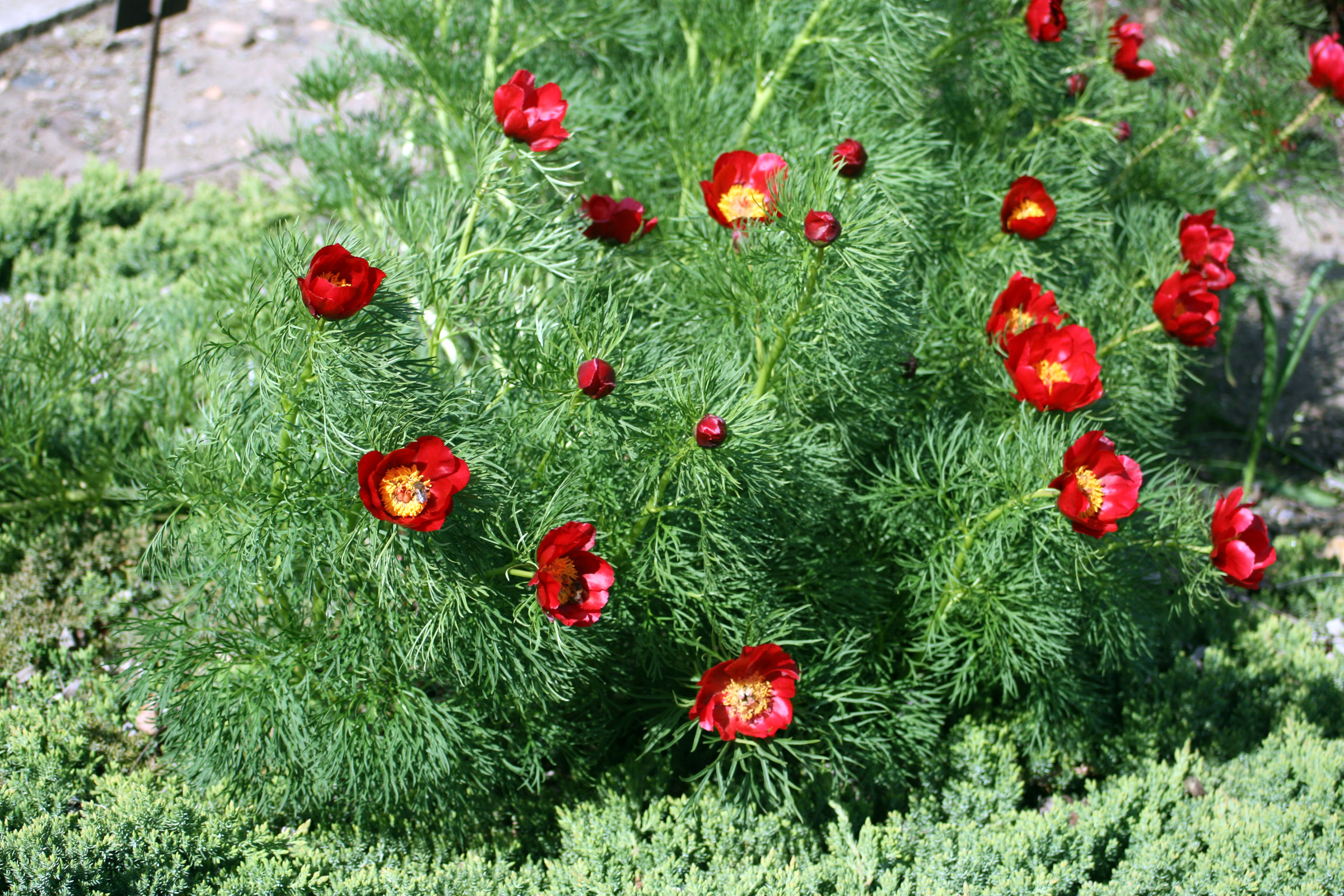
Пион узколистный
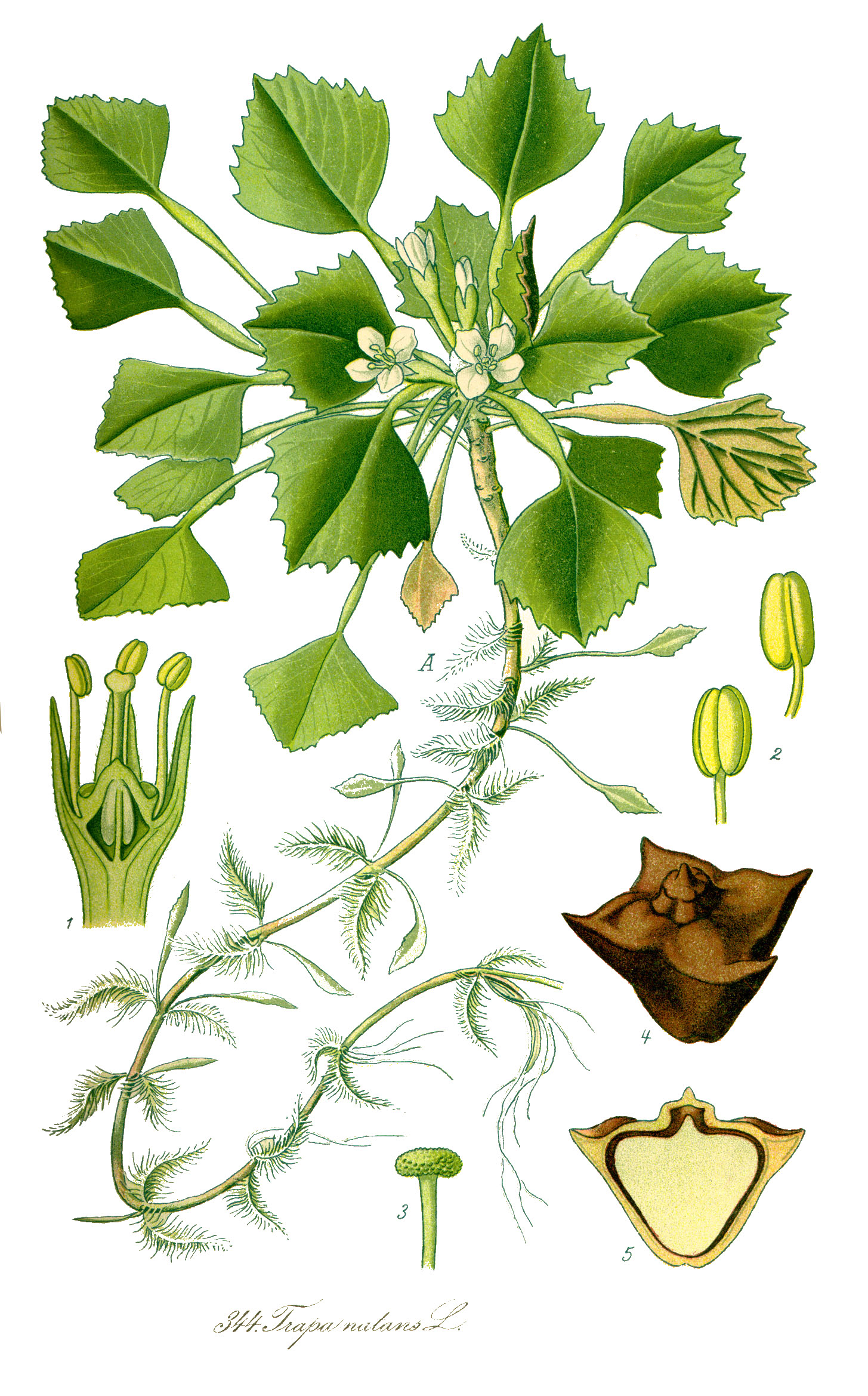
Чилим. Ботаническая иллюстрация из книги О. В. Томе «Flora von Deutschland, Österreich und der Schweiz», 1885
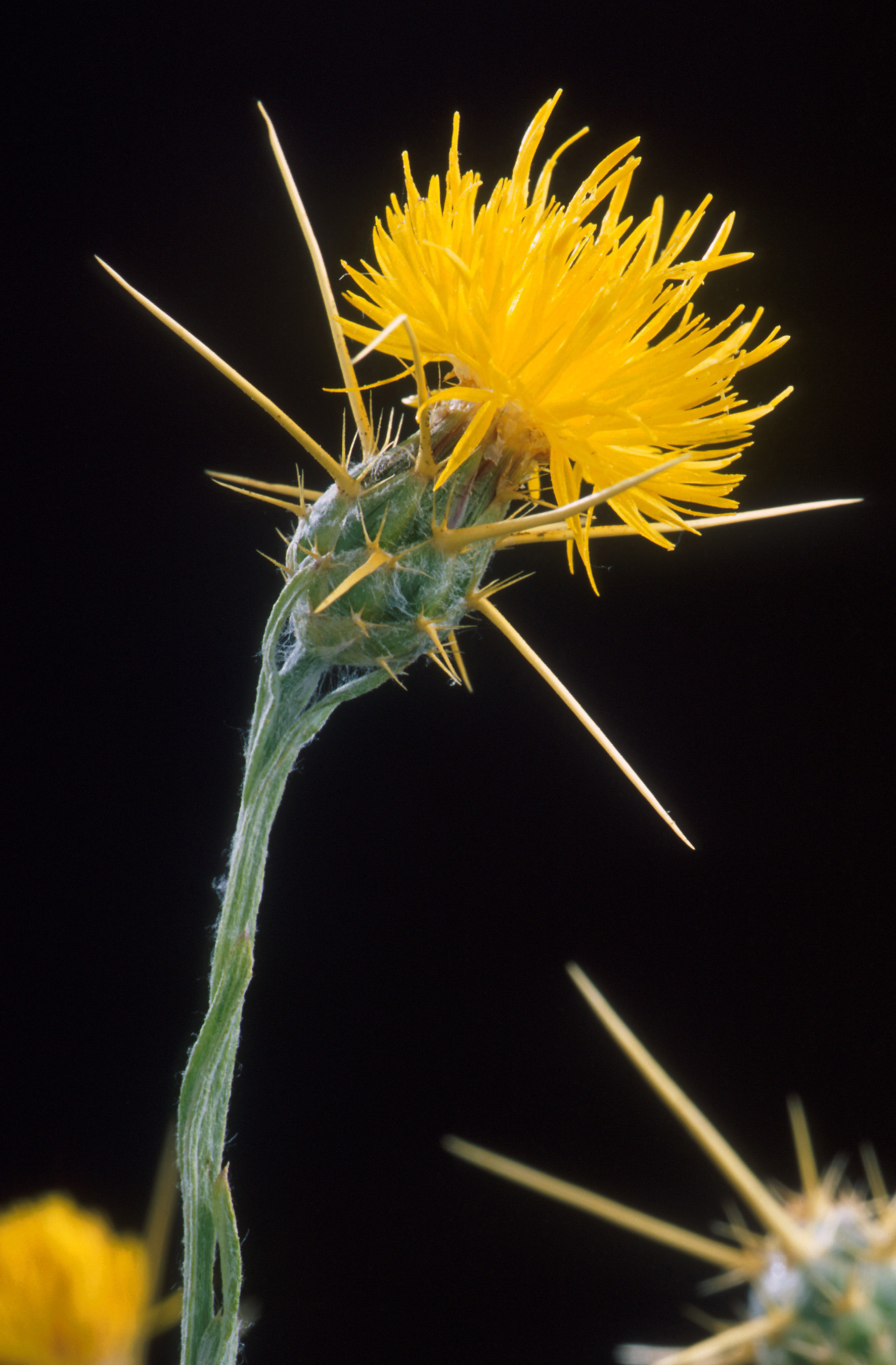
Василёк восточный

Богат видовым разнообразием и животный мир парка. Интерес представляют 3 вида летучих мышей, немало в парке и грызунов, таких как суслики, садовая соня, 4 вида мышовок. Хищники представлены енотовидной собакой, лисицами, волком. Водятся: выхухоль, ласка, норка, барсук, степной хорёк, куница, кабан, косуля, лось и олень.

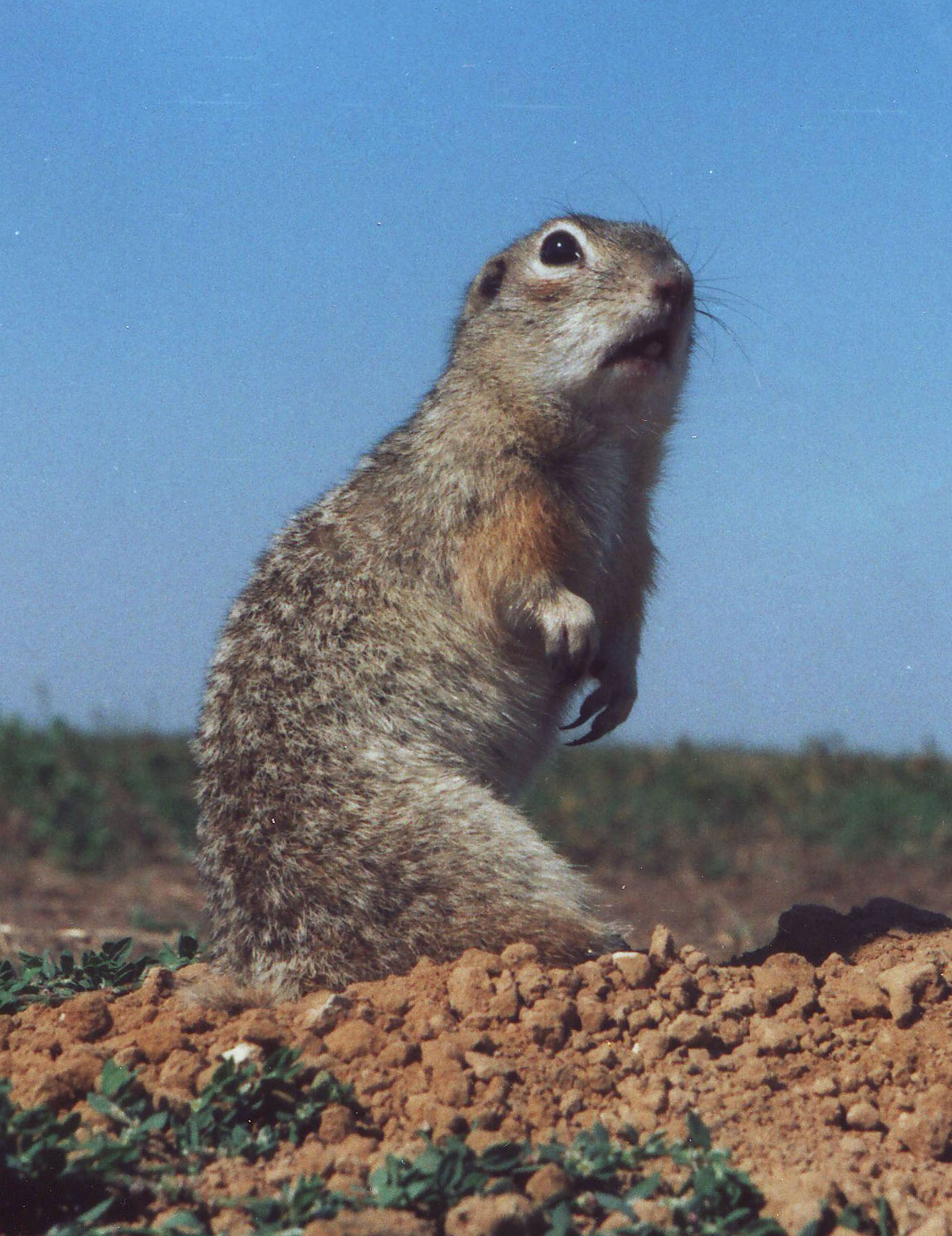
Крапчатый суслик
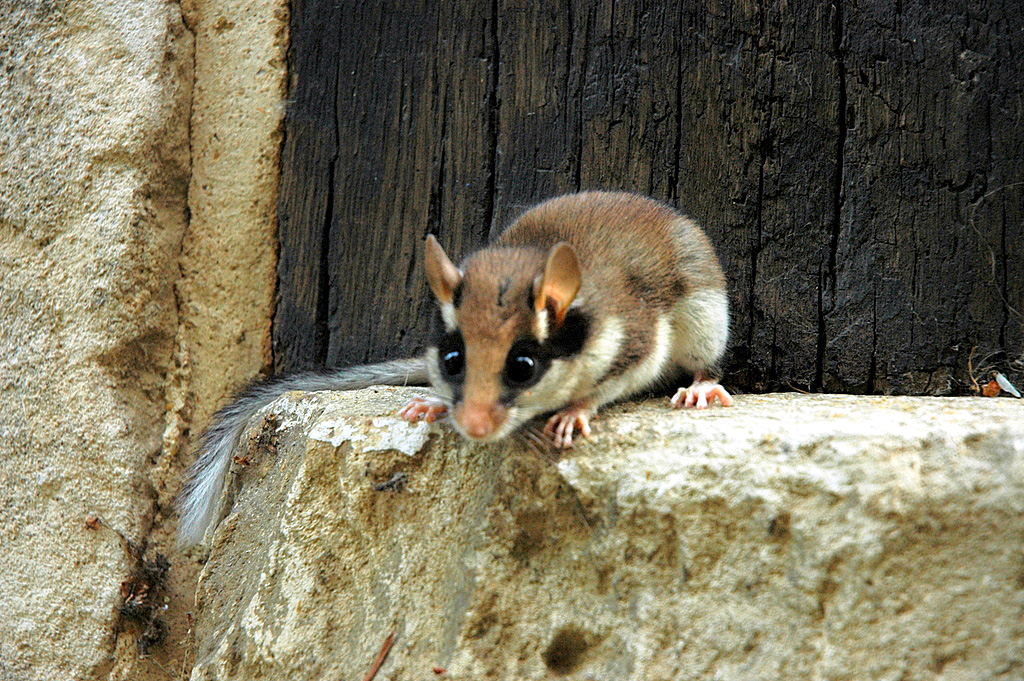
Садовая соня
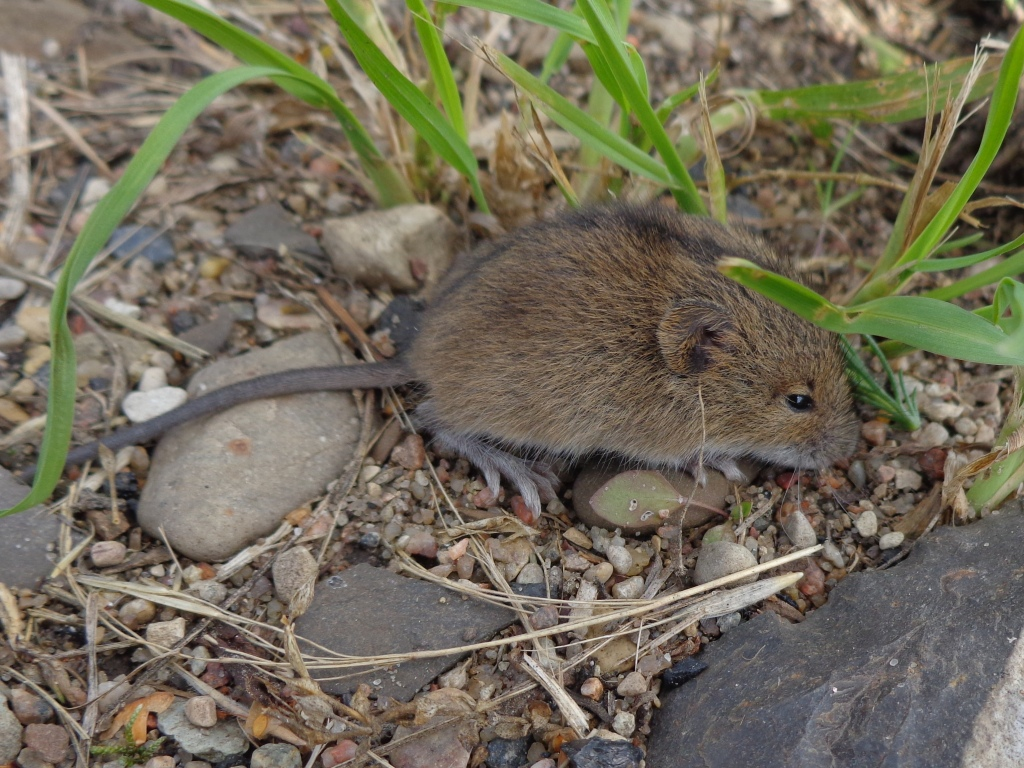
Лесная мышовка

## Природные условия, геология и рельеф
В рельефообразовании правобережья Хопра принимают участие меловые и третичные отложения, представленные писчим мелом, песками, песчаниками и глинами. Верхнемеловые песчаные отложения являются водоносным горизонтом пресной воды, которая служит источником водоснабжения.
Роль четвертичных отложений в рельефообразовании невелика, хотя вся эта территория покрывалась Донским ледником. Следы оледенения в виде валунов размером 0,5-1,0 м встречаются как на водоразделах, так и по склонам. Элювиально-делювиальные образования средне- и верхнечетвертичного возраста, представленные суглинками, супесями и глинами с гнездами песка и гравия, сглаживают неровности водоразделов и склонов коренного рельефа.

## Историко-культурное наследие

### Памятники природы
- Алексеевский район:

1. озёра Строкальное, Цаплино, Култук, Бабинское, Ларинское
2. урочище «Остров»
3. Русская гора

- Кумылженский район:

1. Шакинская дубрава
2. Остроуховские луга — пойменные луга с разнообразной флорой[4]
3. Ледниковые валуны
4. Монумент «Защитникам Отечества Донским казакам»

- Урюпинский район

1. Шемякинская дача — лесной массив естественного байрачного леса с дубами 150-400-летнего возраста[4]
2. Хопёрский лес

- Нехаевский район

1. Комплексный госзаказник
2. Усть-Бузулукский охотничий заказник

Всего на территории природоохранной зоны заповедника расположено более 20 объектов памятников природы.

### Шакинская дубрава
Самая южная в регионе нагорная дубрава, возрастом более 200 лет. Здесь, на песках, произрастают сосны с богатой фауной (до 300 видов растений).
Также здесь можно увидеть «Кипящий родник» («Кипучий колодец») — это особо охраняемая природная зона, в которую можно попасть лишь в сопровождении и сотрудника парка.

### Кошав-гора
Кошав-гора — это самое высокое место на правом берегу Хопра, курган, в древности здесь был сторожевой пост. Это место окутано тайнами и поверьями, это одно из первых мест поселения станицы Кумылженской.